# Nadir Lamyaghri
Nadir Lamyaghri (ur. 13 lutego 1976 w Casablance) – piłkarz marokański grający na pozycji bramkarza.

## Kariera klubowa
Lamyaghri jest wychowankiem klubu Raja Casablanca i w jego barwach zadebiutował w pierwszej lidze marokańskiej w 1995 roku. W latach 1996–2000 wywalczył pięć tytułów mistrza kraju. W 2000 roku przeszedł do Wydadu Casablanca. Sezon 2001/2002 spędził grając w Hassanii Agadir i w 2002 roku wywalczył z nią tytuł mistrza Maroka. Po roku wrócił do Wydadu, z którym jeszcze dwukrotnie w latach 2006 i 2010 został mistrzem Maroka. Rundę wiosenną sezonu 2006/2007 i cały sezon 2007/2008 spędził w zespole Al-Wahda FC z ZEA, do którego był wypożyczony, ale po pół roku powrócił do Wydadu.

## Kariera reprezentacyjna
W reprezentacji Maroka Lamyaghri zadebiutował w 2002 roku. W 2004 roku był golkiperem na Olimpiadzie w Atenach, jednak olimpijczycy z Maroka nie wyszli z grupy. W tym samym roku wywalczył także wicemistrzostwo Afryki z Marokiem. W 2006 roku zaliczył swój drugi Puchar Narodów Afryki, a w 2008 roku ponownie został powołany na ten turniej. W 2014 roku zakończył karierę reprezentacyjną.